# 俄罗斯格沃兹杰夫卡农村居民点
俄罗斯格沃兹杰夫卡农村居民点（俄语：Русскогвоздёвское сельское поселение）是俄罗斯联邦沃罗涅日州拉蒙区所属的一个农村居民点。其下辖有3个居民点，行政中心为俄罗斯格沃兹杰夫卡。据2016年统计，该农村居民点的人口为906人。